# Vozera Vymna (sjö i Vitryssland, lat 55,26, long 30,62)
Vozera Vymna (vitryska: Возера Вымна) är en sjö i Belarus.   Den ligger i voblasten Vitsebsks voblast, i den nordöstra delen av landet, 240 km nordost om huvudstaden Minsk. Vozera Vymna ligger 152 meter över havet. Arean är 1,9 kvadratkilometer. Den sträcker sig 3,1 kilometer i nord-sydlig riktning, och 1,0 kilometer i öst-västlig riktning.
Omgivningarna runt Vozera Vymna är en mosaik av jordbruksmark och naturlig växtlighet. Runt Vozera Vymna är det ganska tätbefolkat, med 139 invånare per kvadratkilometer.